# Ниш (эялет)
Эялет или пашалык Ниш (осман. ایالت نیش‎) — административно-территориальная единица Османской империи. Существовавший в 1846—1867 годах. Образовался из части Манастирского эялета (на нынешних землях западной Болгарии и южной Сербии).

## История
В период Танзимата продолжалось реформирование территории Османской империи. В 1846 году из эялета Монастир была выделена провинция со столицей в Нише. Своими границами этот эялет имел на севере реку Дунай, на северо-западе — княжество Сербия. На востоке граничил с эялетом Эдирне, на юге — с эялетом Салоники, на западе — с эялетом Манастир.
Вскоре эялет Ниш превратился на военный плацдарм против Сербского княжества. Одновременно в самой провинции подавлялось сербское движение. Однако это не способствовало улучшению внутреннего порядка. В 1850-х годах активно действовали гайдуки во главе с Ильо Воеводой, что нанесло ощутимый удар хозяйству и государственным учреждениям эялета.
Сложная социальная и военная ситуация оставалась до 1861 года, когда руководителем эялета был назначен Мидхат-паша. Последний укрепил границу с Сербией, сумел установил религиозный мир, успешно боролся с разбойниками и взяточниками. Было начато строительство дорог, что способствовало некоторому оживлению торговли. Также было налажено собирание налогов без злоупотреблений, строились школы и больницы для всех слоёв и религиозных групп. В санджаках создан мусульманско-христианские советы. В течение 1864—1867 годов завершено реформирование школьного образования, начала выходить местная газета. В 1867 году Нишский эялет вошёл в состав Дунайского вилайета.

## Структура
Состоял из 4 санджаков: санджак Ниш, санджак Кюстендил, санджак София, санджак Самоков.